# Starkenberg
Starkenberg è un comune di 1 833 abitanti della Turingia, in Germania.

Appartiene al circondario dell'Altenburger Land ed è parte della Verwaltungsgemeinschaft Rositz.

## Storia
Il 1º dicembre 2008 Naundorf e Tegkwitz sono diventate frazioni di Starkenberg.